# Ulba (Unternehmen)
Das Metallurgische Werk Ulba (kasachisch Үлбі металлургиялық зауыты Ülbi metallurgijalyq sauyty, russisch Ульбинский металлургический завод Ulbinski metallurgitscheski sawod) ist ein Kernbrennstoffunternehmen mit Sitz in Öskemen. Es ist ein Tochterunternehmen des staatlichen Uranbergbauunternehmens Kazatomprom.

## Geschichte
Im Rahmen des sowjetischen Atombombenprojektes wurde 1947 der Beschluss zum Bau eines Hüttenwerks in Usk-Kamenogorsk gefasst. Hier sollte die Produktion von Thorium, ein radioaktives Metall, aufgenommen werden. Es galt damals als eine mögliche alternative Ladung für die Atombombe. Die Eröffnung des Werkes fand zwei Jahre später statt, die erste Produktionsladung Thoriumoxalat konnte das Werk im Oktober desselben Jahres verlassen. Die Herstellung dieses Stoffes dauerte nur zwei Jahre lang an und wurde 1951 bereits wieder eingestellt. Stattdessen wurde nun Flusssäure hergestellt. In den folgenden Jahren wurde das Hüttenwerk zunehmend auf die Verarbeitung von Metallen und radioaktiven Stoffen umgestellt. Schrittweise wurde die Verarbeitung von Tantal (1952), Uran (1954) und Beryllium (1956) aufgenommen.
Seit 1972 werden in Öskemen auch Komponenten und Bestandteile für die Nuklearindustrie gefertigt. Am 12. September 1990 kam es bei der Herstellung von Beryllium zu einer Explosion, bei der giftige Gase freigesetzt wurden. Sowjetische Behörden gaben später bekannt, dass eine jahrelange Vernachlässigung von Sicherheitsvorkehrungen der Grund für die Explosion gewesen seinen. So hätte die Leitung des Werkes es versäumt, das Ventilationssystem der Anlage regelmäßig zu reinigen.
1997 wurde das Hüttenwerk Ulba an das neu gegründete staatliche Uranbergbauunternehmen Kazatomprom übertragen. Mit der Gründung einer Tochtergesellschaft in Moskau 2002 sollte der Absatz von Berylliumprodukten auf dem russischen Markt ausgebaut werden. Auch in der Volksrepublik China wurden zwei Gesellschaften aufgebaut, um die Produkte auf dem asiatischen Markt zu vertreiben. 2002 begann die kommerzielle Produktion von Niob.

## Produkte
Ulba ist der einzige kasachische Hersteller von Kernbrennstoffen für die Nutzung in Kernkraftwerken. Hierzu wird Uran(IV)-oxid zu Pellets verarbeitet, um dann in Brennstäben genutzt zu werden. Daneben produziert und verarbeitet Ulba eine Reihe weiterer Rohstoffe. Es werden unter anderem Fluorverbindungen (Fluoritkonzentrat und Gips) hergestellt. Aus dem Leichtmetall Beryllium werden verschiedene Vorlegierungen gefertigt. Aus Tantal werden unter anderem Barren, Drähte und Kabel sowie Legierungen hergestellt. Niob wird ebenfalls zu Barren, Legierungen und Pulver sowie weiteren Produkten verarbeitet.